# Nieoficjalna łatka
Nieoficjalna łatka, nieoficjalna łata (ang. unofficial patch) – niekomercyjne uaktualnienie programu (rzadziej danych), stworzone przez społeczność użytkowników, nie zaś przez twórcę oprogramowania. Ma na celu usunięcie pewnych problemów, błędów, rozszerzenie funkcjonalności programu albo zwiększenie wydajności jego wcześniejszej wersji.